# Tomasz Bugaj
Tomasz Bugaj (ur. 11 grudnia 1950 w Kłomnicach k. Częstochowy) – polski dyrygent i pedagog.

## Działalność muzyczna
Jest absolwentem Państwowej Szkoły Muzycznej II stopnia w Częstochowie, w klasie fortepianu Wacławy Sakowicz (dyplom 1969). W latach 1969–1974 odbył studia muzyczne w Państwowej Wyższej Szkole Muzycznej (obecnie Uniwersytet Muzyczny Fryderyka Chopina) w Warszawie, w klasie dyrygentury symfoniczno-operowej Stanisława Wisłockiego. W tym samym czasie, w latach 1969–1972 studiował także muzykologię na Uniwersytecie Warszawskim.
Przebieg jego działalności zawodowej przedstawia się następująco:
- 1974–1988 – stała współpraca z Warszawską Operą Kameralną (w instytucji tej przeszedł przez wszystkie szczeble zawodowe; początkowo pełnił funkcję asystenta, a od 1984 r. pierwszego dyrygenta i dyrektora muzycznego);
- 1980–1984 – dyrektor artystyczny Filharmonii Pomorskiej im. Ignacego Jana Paderewskiego w Bydgoszczy; podczas pracy na tym stanowisku m.in. zreformował profil artystyczny Orkiestry Symfonicznej FP, ograniczył liczbę koncertów symfonicznych na rzecz kameralistyki i poszerzenia repertuaru klasycznego;
- 1987–1990 – dyrektor artystyczny Filharmonii Łódzkiej im. Artura Rubinsteina;
- 1998–2005 – dyrektor artystyczny Filharmonii Krakowskiej;
- 2006–2008 – dyrektor muzyczny Teatru Wielkiego – Opery Narodowej w Warszawie.

Ponadto dyrygował w Polsce m.in. Orkiestrą Filharmonii Narodowej, Narodową Orkiestrą Symfoniczną Polskiego Radia (NOSPR), orkiestrą Sinfonia Varsovia, Orkiestrą Polskiego Radia w Krakowie oraz większością polskich orkiestr filharmonicznych. Odbył także szereg zagranicznych podróży artystycznych (m.in. Austria, Chile, Finlandia, Hiszpania, Irlandia, Niemcy, Norwegia, Rosja, Stany Zjednoczone, Wielka Brytania). Podczas tych podróży koncertował w takich salach koncertowych i teatrach operowych, jak m.in.: Alte Oper we Frankfurcie, Filharmonia Berlińska, Herkulessaal w Monachium, Liederhalle w Stuttgarcie, Barbican Hall w Londynie, Auditorio Nacional w Madrycie, Grieghallen w Bergen, Wielka Sala Konserwatorium Moskiewskiego. Brał udział m.in. w takich festiwalach muzycznych, jak: Festiwal de Asturias, Berliner Festwochen, Karintischer Sommer, a także w festiwalach w Bergen, Cheltenham, Mediolanie, Montreux i Newport. Prowadził również spektakle w teatrach operowych (Warszawa, Łódź, Poznań, Bilbao, Leeds).
Dokonał szeregu nagrań radiowych, telewizyjnych i płytowych w kraju i za granicą. Jego repertuar obejmuje utwory od średniowiecza do współczesności.

### Nagrody
Tomasz Bugaj jest laureatem szeregu nagród uzyskanych na międzynarodowych konkursach dyrygenckich:
- 1976 – nagroda specjalna na Konkursie Dyrygenckim im. Marinuzziego w San Remo;
- 1978 – I nagroda na Konkursie Dyrygenckim w Bristolu (Wielka Brytania);
- 1994 – Premio de la Critica na Konkursie Dyrygenckim w Chile.

## Działalność pedagogiczna
Oprócz działalności dyrygenckiej, Tomasz Bugaj zajmuje się pedagogiką muzyczną. Od 1997 roku prowadzi klasę dyrygentury symfoniczno-operowej w Akademii Muzycznej w Krakowie, gdzie w latach 2000–2005 pełnił funkcję kierownika Katedry Dyrygentury, oraz na Uniwersytecie Muzycznym Fryderyka Chopina w Warszawie, gdzie pełni funkcję kierownika Katedry Dyrygentury.